# Hightech Payment Systems
 (février 2022).
Pour les articles homonymes, voir HPS.
Hightech Payment Systems ou HPS est une multinationale marocaine spécialisée dans l'édition des solutions de paiement électronique pour les émetteurs, les acquéreurs, les processeurs, les organisations indépendantes de vente (ISO), les commerces de détail, les opérateurs de réseaux mobiles (MNO) ainsi que les switches nationaux et régionaux dans le monde. 
PowerCARD, la suite de solutions de HPS, couvre l'ensemble de la chaîne de valeur du paiement en permettant des paiements innovants grâce à sa plateforme ouverte qui permet le traitement de toutes les transactions initiées par tous les moyens de paiement, provenant de tous les canaux.
PowerCARD est utilisée par plus de 500 institutions dans plus de 95 pays.

## Historique
HPS a été fondée en 1995 au Maroc par quatre experts de la monétique. En 2003, l'entreprise a été certifiée ISO 9001 version 2000 pour l'ensemble de ses activités.
En 2003, HPS a ouvert son premier bureau international à Dubaï, marquant le début de son expansion régionale au Moyen-Orient. Cette initiative a permis à l'entreprise de renforcer sa présence dans une zone stratégique, facilitant l'accès à de nouveaux marchés.
En 2006, HPS a été introduite en bourse à la Bourse de Casablanca, une étape importante qui a permis à l'entreprise de lever des fonds pour accélérer son développement et étendre ses opérations à l'international.
Pour renforcer sa présence en Europe, HPS a ouvert un bureau à Paris en 2008. Ce bureau a joué un rôle clé dans l'établissement de relations avec des clients européens.
En 2010, HPS a acquis Acpqualife, une entreprise basée à Aix-en-Provence, spécialisée dans le domaine du test et de la qualification logicielle ; permettant à HPS d'élargir son portefeuille de services.
En 2017, HPS a ouvert un bureau à Singapour, visant à répondre à la demande croissante d'innovations technologiques en Asie-Pacifique. 
L’année 2018 a marqué une nouvelle étape dans l'internationalisation de HPS avec l'ouverture d'un bureau à Johannesburg, en Afrique du Sud, pour assurer une proximité significative avec les clients existants et futurs. Ce même bureau a été délocalisé à Capetown en 2022.
En 2021, HPS a acquis IPRC, une entreprise marocaine basée à Casablanca et spécialisée dans la télégestion et la supervision des opérations informatiques autour des systèmes de paiement en 24h/24 et 7j/7. La même année, une seconde acquisition a également été finalisée, celle de ICPS, une société située à Port-Louis - Île Maurice, répondant aux besoins liés à l'émission et l'acquisition des cartes, la mise en œuvre et l'entretien de standards de sécurité des données de paiement PCI DSS aussi bien que la formation et le conseil sur les bonnes pratiques des dispositifs de paiement de carte.
En 2023, HPS a ouvert un bureau à Montréal, au Canada afin de répondre à la demande croissante de solutions de paiement avancées en Amérique du Nord et pour explorer les opportunités dans le secteur des fintechs.
L'année 2024 a été marquée par l'acquisition de CR2, une entreprise basée à Dublin, spécialisée dans les solutions bancaires numériques. 
Cette même année a connu l'ouverture de deux nouveaux bureaux :
- Pune, en Inde, pour renforcer sa présence en Asie et répondre à la demande croissante dans cette région en matière de technologies de paiement.
- Sydney, en Australie, pour se positionner sur le marché asiatique et océanien, où les paiements numériques connaissent un développement rapide.

HPS est labellisée RSE via la CGEM depuis 2012.
Le groupe HPS compte aujourd'hui plus de 1.500 collaborateurs à travers plus d'une dizaine de bureaux dans le monde.